# Muscicapa ussheri
Muscicapa ussheri е вид птица от семейство Muscicapidae.

## Разпространение
Видът е разпространен в Гана, Гвинея, Гвинея-Бисау, Кот д'Ивоар, Либерия, Нигерия, Сиера Леоне и Того.